# Fedora (film 1916)
Fedora è un film muto italiano del 1916, diretto e interpretato da Gustavo Serena (ma iniziato da Giuseppe De Liguoro).